# Distretto di Cangshan
Il distretto di Cangshan (仓山区S, Cāngshān QūP) è un distretto della Cina, situato nella provincia del Fujian.